# 24-Stunden-Rennen auf dem Nürburgring 2009
Das 24-Stunden-Rennen auf dem Nürburgring 2009 war die 37. Auflage des 24-Stunden-Rennens auf dem Nürburgring.

## Allgemeines
Für 2009 sollten die Geschwindigkeitsunterschiede reduziert werden. Dazu wurde die Leistung der schnellsten Klassen (bis und über 4000 cm³) beschränkt und keine Klasse unter 2000 cm³ ausgeschrieben, obwohl diese oft in kurvigen Abschnitten oder bergab sehr zügig fahren. Dagegen wurden wieder großvolumige Fahrzeuge zugelassen, die in den Vorjahren sehr langsam waren. Begrüßt wurde die Erweiterung des Regelwerkes, um Fahrzeugen nach FIA GT3 bzw. den GT4-Regeln des SRO eine Teilnahme ohne größere Umbauten zu ermöglichen, jedoch nicht die Beschränkungen für Fahrzeuge, die nach den bisher geltenden Regeln aufgebaut worden waren und nun umgebaut werden mussten. Die umfangreichen Maßnahmen, die Chancengleichheit bzw. Siegchancen der FIA-GT3-Wagen ermöglichen sollen, waren umstritten. Bisher kamen normale Zapfsäulen zum Einsatz, das Betanken der bis zu 120 Liter fassenden Tanks dauert entsprechend lange, was sparsamen Wagen zugutekam. Nun mussten spezielle Tankkanister erworben und verwendet werden, mit denen aufgrund vorgegebener unterschiedlicher Durchflussgeschwindigkeiten sparsame Wagen ebenso lange zum Auftanken benötigen wie solche mit hohem Verbrauch. Bedingt durch neue Regeln und die Wirtschaftskrise nahmen u. a. Zakspeed mit der Viper sowie das in der VLN oft siegreiche Team vom Wolfgang Land nicht teil, auch Mamerow musste zunächst absagen.
Die Entwicklung hin zu teuren Boliden verdeutlicht die Tatsache, dass mit acht Vertretern der Nobelmarke Aston Martin ebenso viele genannt waren wie von den Großserienherstellern Opel und Ford zusammengenommen, denn von diesen beiden Marken waren jeweils vier Autos mit maximal 2500 cm³ am Start (dazu der Ford GT).

## Zeittraining
Etwas überraschend erzielte Dirk Adorf im Ford GT von Raeder Motorsport die Trainingsbestzeit von 8:36,536 Minuten (Schnitt 176,87 km/h), dank Audi-Windschatten auf der Geraden. Manthey und die Werks-Audis lagen knapp, drei weitere Porsche sowie ein Alpina-BMW bis zu zehn Sekunden dahinter. Da die Zeiten regelbedingt deutlich langsamer als im Vorjahr waren und der Veranstalter sich vorbehalten hatte, bis Rennstart noch weitere Maßnahmen zur Leistungsangleichung vorzunehmen, war fraglich, inwiefern die Teams ihre Karten aufgedeckt hatten. Die Zeiten im Rennen lagen jedoch auf ähnlichem Niveau.

## Rennen

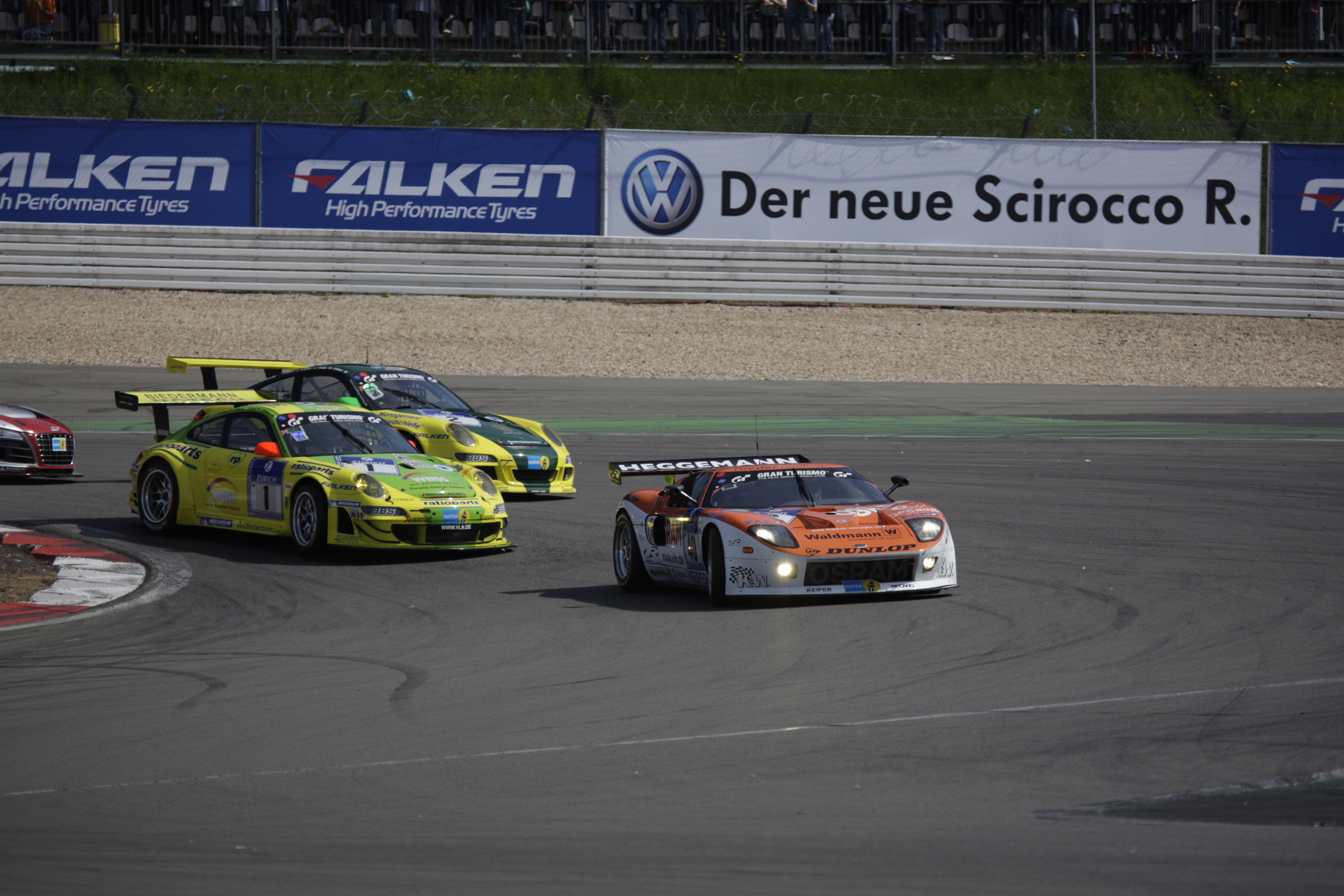
Startphase

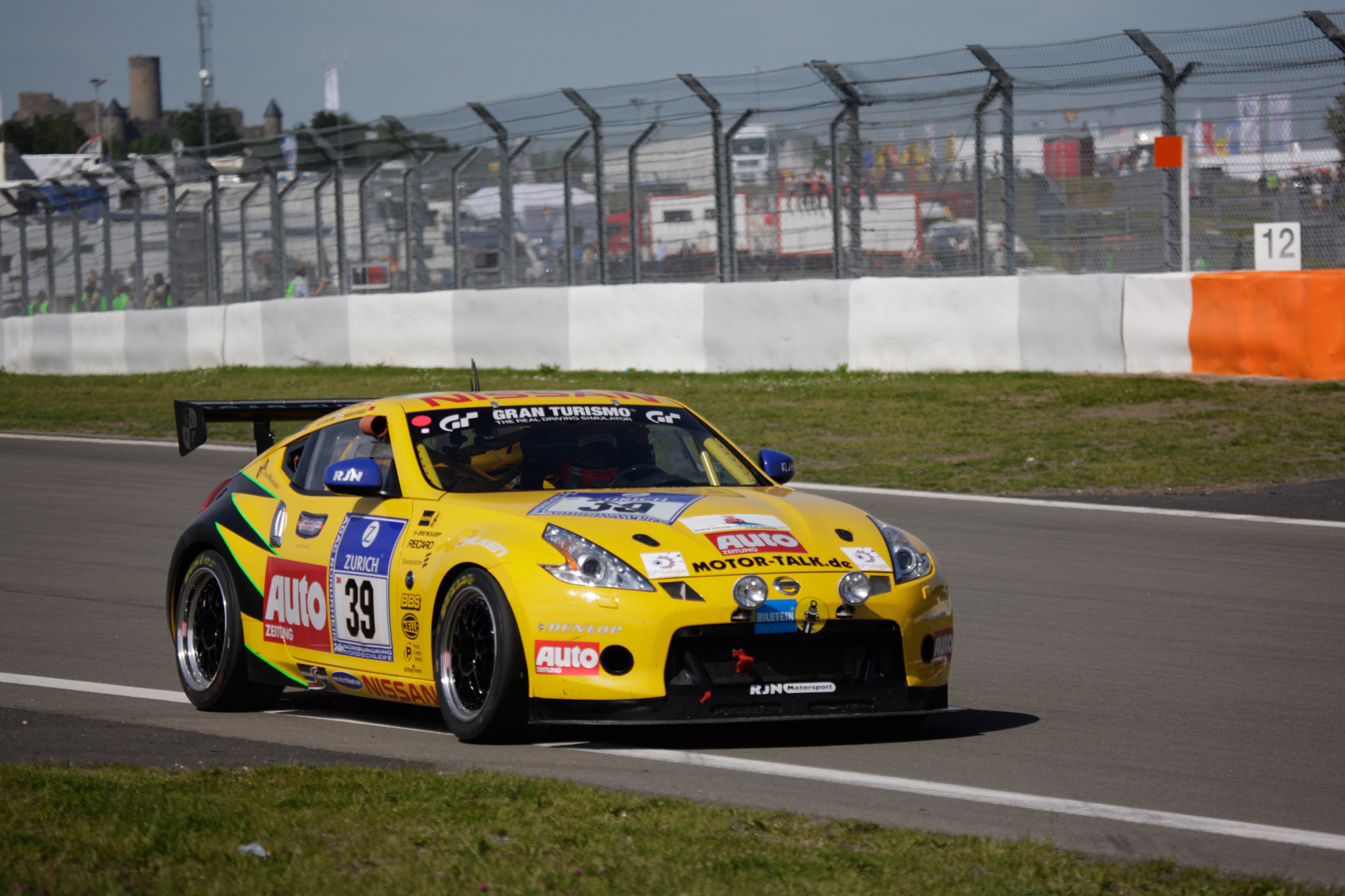
Nissan 370 Z

Im Rennen konnte sich zunächst der Ford vor dem Titelverteidiger behaupten, fiel dann aber zurück, ebenso wie zwei der Werks-Audi. Bis zur 19. Stunde lieferten sich zwei Audi und zwei Manthey-Porsche ein so enges Rennen, dass ein neuer Distanzrekord zu erwarten war, zumal die Teilnehmerzahl recht niedrig und das Wetter gut war. Der Titelverteidiger wurde zwischendurch wegen Gelbverstoß mit drei Minuten Strafe belegt, was jedoch zurückgenommen wurde, nachdem Datenaufzeichnungen den vermeintlichen Verstoß widerlegt hatten. Ein Schaden am Audi mit Startnummer 99 brachte eine Vorentscheidung, denn der andere Audi mit Startnummer 97 (Christian Abt, Jean-François Hemroulle, Pierre Kaffer, Lucas Luhr) war zu der Zeit nur Dritter, konnte aber nach kurzer Reparatur am zweiten Manthey-GT3 (Emmanuel Collard, Wolf Henzler, Richard Lietz, Dirk Werner) dessen zweiten Platz übernehmen. VW erzielte mit mehreren Scirocco, die mit Benzin oder Erdgas betrieben wurden, wieder gute Ergebnisse unter den ersten 20. BMW war untypisch schwach repräsentiert, nur ein Fahrzeug kam unter die ersten 25. BMW hatte zwar vier Renntourenwagen im Angebot (Z4, 3er WTCC, M3 für ALMS und GT4), jedoch für die FIA-GT3-Klasse noch kein Fahrzeug selber entwickelt. Nur die beiden BMW Alpina B6 GT3 waren vertreten.
Ein neuer Rekord war die Distanz von 3933,6 km (155 Runden zu 25.378 m), die in 24:05 Stunden mit einem Schnitt von 163,3 km/h zurückgelegt wurden. Manthey gewann nun zum vierten Mal in Folge, für Marcel Tiemann war es der fünfte Sieg, womit er alleiniger Rekordsieger war und die zwei Siege seines Vaters deutlich übertraf.

## Ergebnis
| Platz | Fahrer                                                            | Team                   | Fahrzeug              | Runden |
| ----- | ----------------------------------------------------------------- | ---------------------- | --------------------- | ------ |
| 1     | Timo Bernhard/Marc Lieb/Romain Dumas/Marcel Tiemann               | Manthey Racing         | Porsche 997 GT3 RSR   | 155    |
| 2     | Christian Abt/Jean-François Hemroulle/Pierre Kaffer/Lucas Luhr    | Abt Sportsline         | Audi R8 LMS           | 154    |
| 3     | Emmanuel Collard/Wolf Henzler/Richard Lietz/Dirk Werner           | Manthey Racing         | Porsche 997 GT3 Cup S | 152    |
| 4     | Uwe Alzen/Sascha Bert/Lance David Arnold/Christopher Mies         | Uwe Alzen Automotive   | Porsche 997 GT3 Cup   | 150    |
| 5     | Marc Basseng/Marcel Fässler/Mike Rockenfeller/Frank Stippler      | Phoenix Racing         | Audi R8 LMS           | 149    |
| 6     | Sabine Schmitz/Klaus Abbelen/Edgar Althoff/Kenneth Heyer          | Frikadelli Racing      | Porsche 997 GT3 RSR   | 149    |
| 7     | Frank Kräling/Marc Gindorf/Peter Scharmach/Marco Holzer           | Manthey Racing         | Porsche 997 GT3 Cup   | 149    |
| 8     | Heinz-Josef Bermes/Oliver Kainz/Frank Schmickler/Jörg Bergmeister | Mühlner Motorsport     | Porsche 997 GT3 Cup S | 148    |
| 9     | Anthony Quinn/Klark Quinn/Craig Baird/Grant Denyer                | VIP Petfoods Australia | Porsche 997 GT3 RSR   | 146    |
| 10    | Rudi Adams/Luca Ludwig/Arnd Meier/Markus Grossmann                | Dörr Motorsport        | BMW Z4 M Coupé        | 145    |